# Melquisedec Angulo Córdova
Melquisedec Angulo Córdova fue un suboficial de las fuerzas especiales, pertenecientes a la Armada de México. Nacido en Tabasco, Córdova fue asesinado el 16 de diciembre del 2009, durante un enfrentamiento armado suscitado en la ciudad de Cuernavaca, capital del estado de Morelos (estado), en contra de miembros del Cartel de los Beltran Leyva.
Córdova fue parte de las fuerzas militares que rodearon el departamento donde se encontraba refugiado Arturo Beltran Leyva, líder del cártel y uno de los 3 criminales más buscados en México. Córdova y 2 miembros más fueron dañados con una granada de mano, sucumbiendo a las heridas después de ser tratado por personal médico. Él fue el único miembro de las fuerzas especiales que murió durante el enfrentamiento, teniendo 30 años a la hora de su muerte.
Melquisedec fue honrado como un héroe mexicano durante su funeral el 21 de diciembre de 2009 en su casa de Tabasco. Recibió el máximo honor otorgado a los militares en México, y fue trasladado hasta su tumba por una guardia de comandos vestidos con ropa camuflada. Su madre, Irma Córdova Palma, recibió una bandera de México de manos del secretario de marina Mariano Francisco Saynez Mendoza. El 22 de diciembre, solo horas después del funeral, hombres armados entraron en casa de la familia Córdova y dispararon cerca de 3 docenas de balas. Irma fue asesinada, así como el hermano, hermana y la tía de Córdova. Gudiel Ivan Sánchez fue arrestado posteriormente en Chiapas por su presunta participación en los hechos.
Las muertes se relacionaron con la de Arturo Beltrán, si bien como una amenaza para los militares que se vieran envueltos en la guerra contra las drogas iniciada por Felipe Calderón Hinojosa. No son comunes las represalias a familiares en la Guerra contra el narcotráfico en México, y son consideradas como una manera muy inusual para amenazar o intimidar a los soldados y sus familiares. La familia de Córdova no contaba con protección especial y el funeral, así como el carácter público que se les dio, pudo propiciar los hechos. 
Después de estas acciones se decide que los miembros de cuerpos militares fuerzas especiales y policiacos que aparezcan en detención y manejo de criminales mantengan un anonimato a través de a cobertura de su rostro para la protección de su integridad.